# Palencia de Negrilla
Palencia de Negrilla es un municipio y localidad española de la provincia de Salamanca, en la comunidad autónoma de Castilla y León. Se integra dentro de la comarca de La Armuña. Pertenece al partido judicial de Salamanca.
Su término municipal está formado por un solo núcleo de población, ocupa una superficie total de 16,36 km² y según los datos demográficos recogidos en el padrón municipal elaborado por el INE en el año 2017, cuenta con una población de 155 habitantes.

## Historia
Fundado por los reyes de León en la Edad Media, Palencia de Negrilla quedó encuadrado en el cuarto de Armuña de la jurisdicción de Salamanca, dentro del Reino de León, denominándose entonces simplemente Palençia, lo que denota que su repoblación fue llevada a cabo con repobladores procedentes de la ciudad castellana de Palencia. Así, a la denominación inicial se le añadió el "de Negrilla" por situarse junto a Negrilla y ser frecuentemente clasificados juntos como "Palencia y Negrilla". Posteriormente, Palencia de Negrilla fue cedido al obispado de Salamanca, pasando a conformar un señorío catedralicio dependiente del obispo salmantino. Con la creación de las actuales provincias en 1833, Palencia de Negrilla quedó encuadrado en la provincia de Salamanca, dentro de la Región Leonesa.
Su nombre proviene de que era una zona con bastantes árboles del tipo negrillos, el olmo común, pero que en la década de los 70 y 80 fueron bajando su número a causa de una enfermedad que azotó a toda la península, llegó a tener repercusión en los medios de comunicación nacionales esta peste arbórea. Aquí en esta localidad sobrevivieron apenas unas decenas de estos árboles, quedando simplemente la omnipresente encina en el monte.

## Geografía humana

### Demografía
Cuenta con una población de 138 habitantes (INE 2024).
| Gráfica de evolución demográfica de Palencia de Negrilla entre 1842 y 2021 |
| |
| Población de derecho según los censos de población del INE Población de hecho según los censos de población del INEEn estos censos se denominaba Palencia Negrilla: 1857 y 1860 |

### Economía

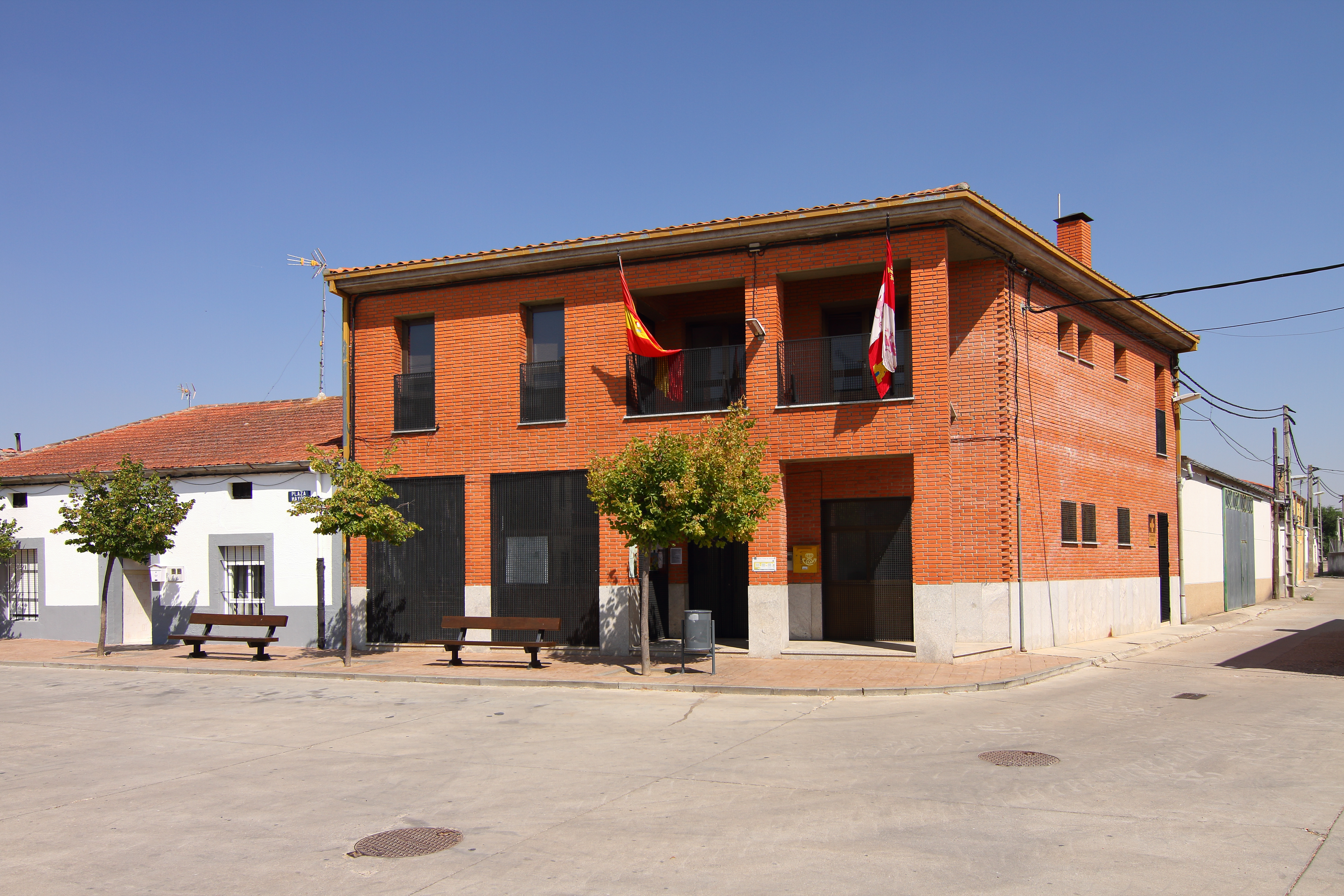
Casa consistorial.

- La principal fuente de ingreso es la agricultura en especial el cultivo de la lenteja (véase Legumbre) perteneciendo la cultivada a la denominación Lenteja de la Armuña.
- Posee otras empresas del tipo pymes relacionadas con la agricultura, como molinos y talleres de reparación de tractores y aperos de labranza.

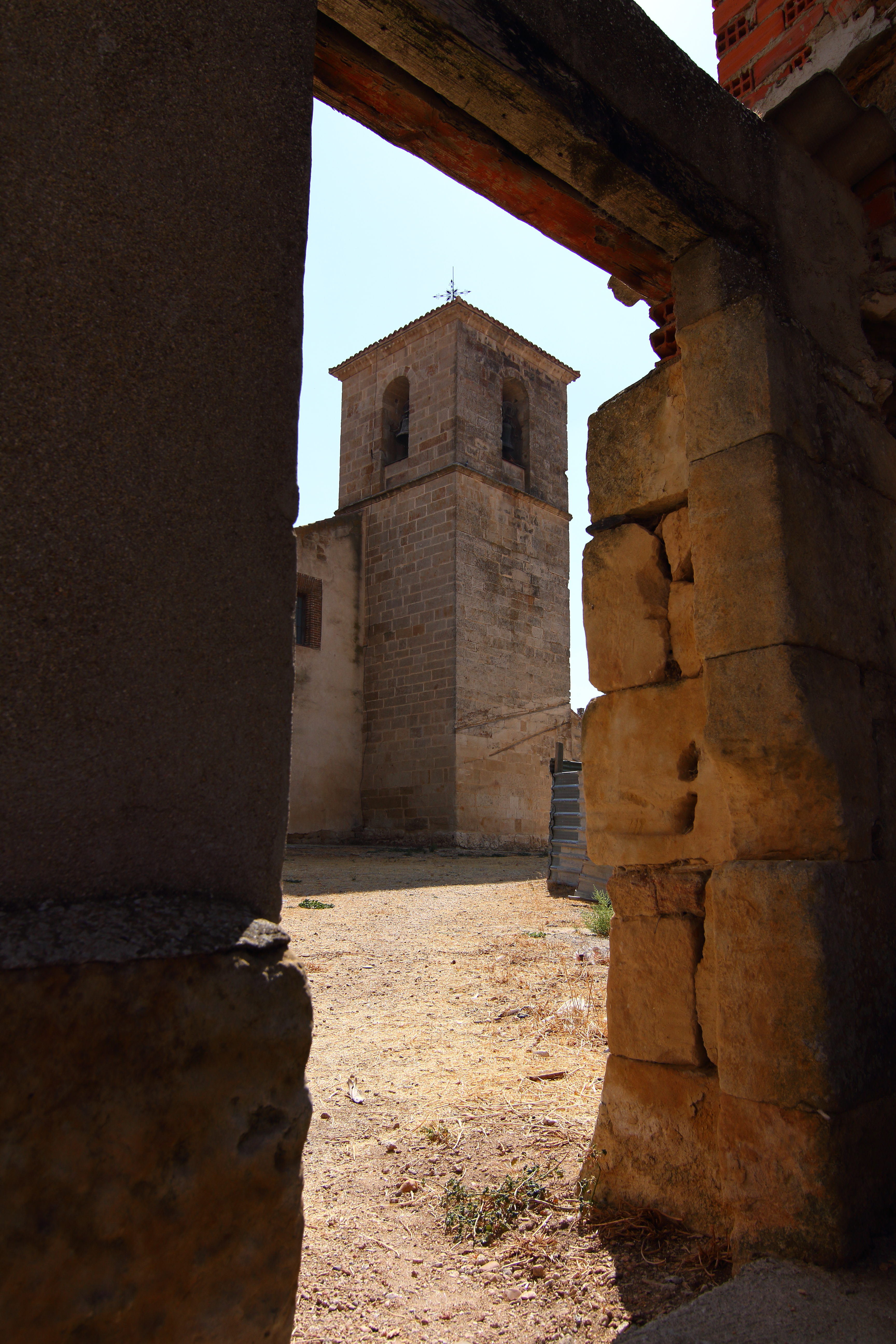
Torre de la iglesia parroquial.

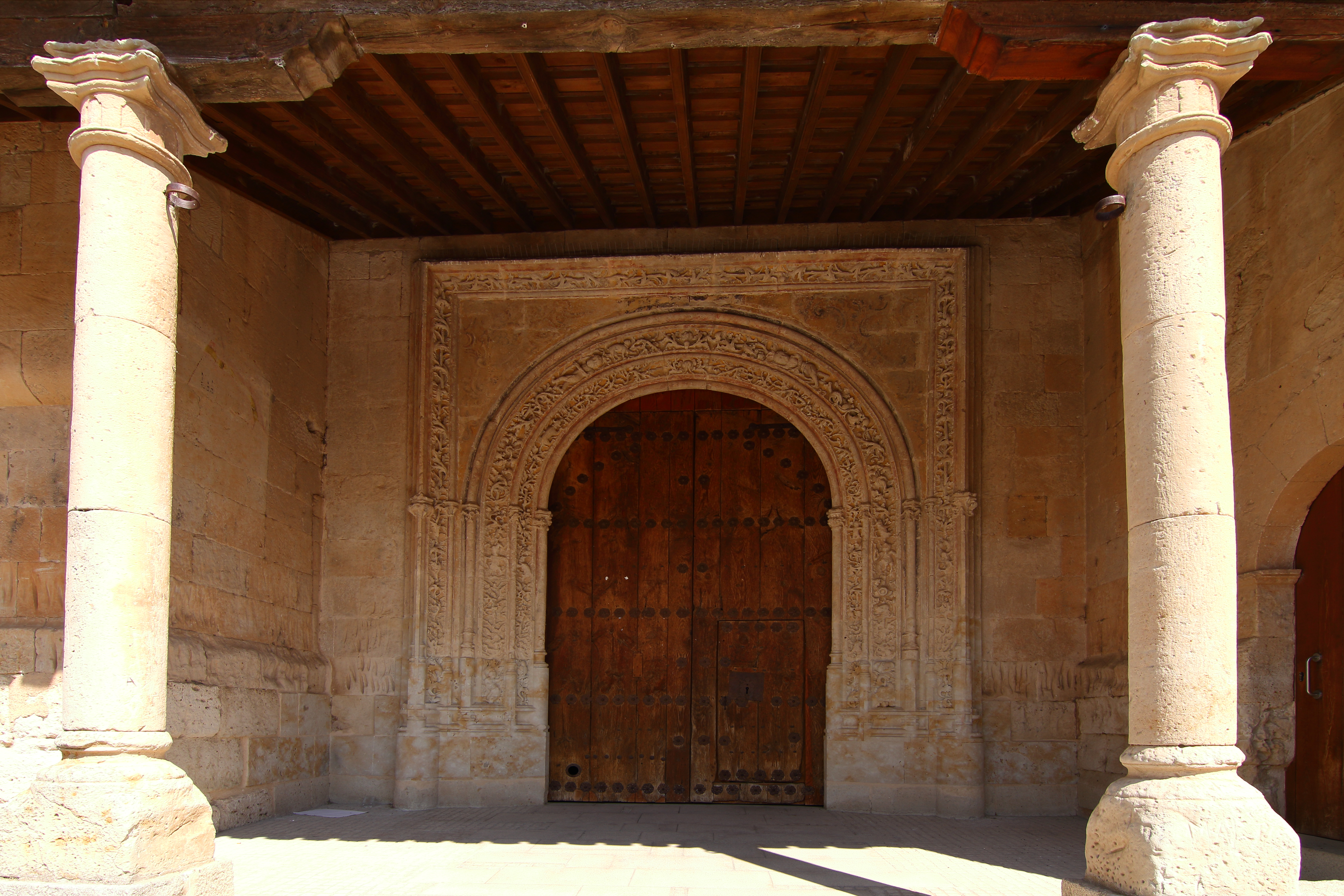
Puerta principal de la iglesia.

### Transportes
Atraviesa el municipio la carretera SA-601 que permite acceder hacia el noroeste a la autovía Ruta de la Plata que une Gijón con Sevilla y a la N-630, carretera nacional de igual recorrido y hacia el sureste con la autovía de Castilla que permite la unión entre Burgos y Fuentes de Oñoro, en la frontera con Portugal. No obstante, pese a encontrarse a menos de 15 km del centro de Salamanca las comunicaciones tanto del municipio como de la vecina Negrilla de Palencia son bastante malas, siendo necesario dar un rodeo para acceder a la capital provincial bien a través de la carretera SA-605 o de la citada autovía de Castilla y no existiendo ninguna carretera asfaltada que una estos municipios con los vecinos de Valdunciel y Calzada de Valdunciel, a menos de 6 km de distancia, lo que hace que los tiempos de viaje se disparen.

## Cultura
- La carrera. En la mañana del Viernes Santo, se realiza una procesión un tanto peculiar, llamada popularmente "La carrera" que consistió en sus orígenes en llevar una talla del Santísimo Cristo por cuatro personas de la localidad a toda velocidad hasta el pueblo vecino Negrilla de Palencia, a menos de un kilómetro de distancia, pararse en la plaza de este pueblo y volver a toda velocidad otra vez. El origen de esta peculiar procesión parece situarse en la Edad Media, cuando la Peste asolaba Europa. Cuenta la leyenda local que entonces las personas sanas fueron a destinadas a vivir a Palencia de Negrilla, mientras que los enfermos quedaron en cuarentena a Negrilla de Palencia. El motivo de la carrera sería que en los días de fiesta, llevaban la figura local de la iglesia a sus familiares en el otro pueblo para buscar una sanación "milagrosa", y por temor a contagiarse volvían rápidamente.
- Posteriormente esta "carrera", consistía en una piadosa procesión en la que el Viernes Santo, los feligreses de la parroquia de la Exaltación de la Santa Cruz, visitaban el Monumento del Altísimo de la parroquia de San Bartolomé de Negrilla de Palencia y viceversa, cruzándose respetuosamente en el medio del camino. Los hombres encabezaban la procesión, divididos en dos grupos en el que cada grupo cantaba una estrofa, respondiéndole el otro. Entonaban de memoria versos de la Pasión de Cristo de Lope de Vega, aprendidos de memoria, iniciándose con el poema Cristo se despide de su madre.
- Además de esta peculiar tradición, se realiza otra procesión en que se pasea por el pueblo la imagen del Santo Cristo de la Piedad. Los padres de niños de corta edad los sientan un momento en la andas cuando pasa la procesión a lo largo del recorrido, como forma de ofrecimiento al Santísimo Cristo de la Piedad, para que lo proteja durante su vida y haga de él un buen cristiano.

## Monumentos y lugares de interés

### Iglesia parroquial de la Exaltación de la Santa Cruz (BIC1969)
La iglesia parroquial de Palencia de Negrilla, declarada Bien de Interés Cultural el 19 de diciembre de 1969, es conocida popularmente como una de las tres "catedrales" de La Armuña, junto a las iglesias de Villares de la Reina y Villaverde de Guareña.

## Administración y política
| Partido político                         | 2019  | 2019  | 2019       | 2015  | 2015  | 2015       | 2011  | 2011  | 2011       | 2007  | 2007  | 2007       | 2003  | 2003  | 2003       |
| Partido político                         | %     | Votos | Concejales | %     | Votos | Concejales | %     | Votos | Concejales | %     | Votos | Concejales | %     | Votos | Concejales |
| Partido Popular (PP)                     | 57,14 | 64    | 4          | 60,19 | 65    | 4          | 70,34 | 83    | 4          | 64,93 | 87    | 4          | 69,06 | 96    | 5          |
| Partido Socialista Obrero Español (PSOE) | 44,64 | 50    | 1          | 37,04 | 40    | 1          | 33,90 | 40    | 1          | 27,61 | 37    | 1          | 28,06 | 39    | 0          |
| Unión del Pueblo Salmantino (UPSa)       | —     | —     | —          | —     | —     | —          | —     | —     | —          | —     | —     | —          | 7,19  | 10    | 0          |